# Aleksandr Yákovlev (pianista)
Aleksandr Yákovlev es un concertista de piano ruso nacido en 1981.

## Biografía
Yákovlev nació en la ciudad de Rostov, Rusia, en 1981. Inició sus estudios musicales a la edad de cinco años. Su primer concierto con orquesta lo dio a la edad de ocho y con trece su primer recital como solista. En 1997 ingresó en el Conservatorio Rajmáninov de Moscú donde estudió con el profesor M. Ossipenko. En 2003 estudia en el Mozarteum de Salzburgo, con el profesor A. Lubinov, y en 2007 termina sus estudios en la Universidad de las Artes de Berlín, con el profesor P. Devoyon.
Ha dado giras de conciertos en varios países de Europa, como Alemania, Austria, Francia, Italia, Suiza, Polonia, Rusia o España (Zaragoza, Segovia).
Ha dado recitales en importantes salas de concierto como el Great Hall de la Filarmónica de Berlín, Sala Victoria de Ginebra, o las salas Small y Chaikovski de Moscú.

## Premios
- Primer premio del III Concurso Neue sterne, Alemania, marzo de 2012[5]
- Primer premio del Concurso de Piano de Cincinnati, EUA, julio de 2012
- Primer premio del II Concurso Internacional de Piano de Takamatsu, Japón, marzo de 2011[6]
- Finalista del I Concurso Internacional de Música Eugen d’Albert, Suiza,  noviembre de 2012[7]
- Segundo Premio en el Concurso Internacional de Piano de Monza, Italia, 2010[8]
- Primer premio del III Concurso Internacional de Piano de Campillos, Málaga, España, diciembre de 2009[9]
- Primer premio en el XXIII Concurso Cidade de Ferrol, España, noviembre de 2009[10]
- Primer premio del I Concurso Internacional de Las Rozas, Madrid, España, 2009
- Primer premio en el Concurso Internacional “Compositores de España”, noviembre de 2008
- Primer premio en el Concurso Internacional AMA Calabria, Italia, 2008
- Primer premio en el Concurso Internacional “Varalo-Valsesia”, 2007
- Primer premio en el Concurso Internacional “Cantú”, 2007
- Primer premio en el XXVI Concurso Internacional de Piano Nueva Acrópolis, ahora Concurso Internacional de Piano Delia Steinberg, Madrid, España, en 2007[11]
- Primer premio Concurso Internacional de Roma, 2006
- Primer premio Concurso Internacional de Palermo, 2006
- Primer premio Concurso Internacional de Pinerolo, 2006
- Primer premio Concurso Internacional Bösendorfer, 2005
- Primer premio Concurso Internacional “Artur Schnabel, Berlín, 2004
- Segundo premio del Concurso “Horowitz” de Kiev
- Segundo premio del Concurso de Andorra